# Municipio de Stirton
El municipio de Stirton (en inglés: Stirton Township) es un municipio ubicado en el condado de Stutsman en el estado estadounidense de Dakota del Norte. En el año 2010 tenía una población de 70 habitantes y una densidad poblacional de 0,75 personas por km².

## Geografía
El municipio de Stirton se encuentra ubicado en las coordenadas 46°50′41″N 99°6′39″O / 46.84472, -99.11083. Según la Oficina del Censo de los Estados Unidos, el municipio tiene una superficie total de 92.9 km², de la cual 85,19 km² corresponden a tierra firme y (8,3 %) 7,72 km² es agua.

## Demografía
Según el censo de 2010, había 70 personas residiendo en el municipio de Stirton. La densidad de población era de 0,75 hab./km². De los 70 habitantes, el municipio de Stirton estaba compuesto por el 100 % blancos. Del total de la población el 0 % eran hispanos o latinos de cualquier raza.